# Laura Hernández (Leichtathletin)
Laura Hernández (* 23. Oktober 1995) ist eine spanische Leichtathletin, die sich auf den Sprint spezialisiert hat.

## Sportliche Laufbahn
Erste internationale Erfahrungen sammelte Laura Hernández im Jahr 2022, als sie bei den Weltmeisterschaften in Eugene mit der spanischen 4-mal-400-Meter-Staffel mit 3:32,87 min im Vorlauf ausschied. Anschließend verhalf sie der Staffel bei den Europameisterschaften in München zum Finaleinzug.
2022 wurde Hernández spanische Meisterin in der 4-mal-400-Meter-Staffel.

## Persönliche Bestzeiten
- 400 Meter: 52,67 s, 26. Juni 2022 in Nerja
  - 400 Meter (Halle): 54,89 s, 26. Februar 2022 in Ourense